# Spessard Holland
Spessard Lindsey Holland (Bartow, 10 juli 1892 - aldaar 6 november 1971) was een Amerikaans politicus voor de Democratische Partij en advocaat. Van 1941 tot 1945 was hij gouverneur van Florida en van 1946 tot 1971 senator in het Amerikaans Congres.

## Levensloop
Holland studeerde aan de Emory-universiteit en rechten aan de universiteit van Florida. In 1916 sloot hij zich aan bij een advocatenkantoor.
Toen de Verenigde Staten in 1917 betrokken raakten bij de Eerste Wereldoorlog, meldde hij zich bij het Amerikaanse leger. Tijdens de oorlog vocht hij in verschillende eenheden en klom hij op tot kapitein. In december 1918 werd hij voor zijn verdienste onderscheiden met de Distinguished Service Cross.
Bij terugkeer in het burgerleven zette hij aanvankelijk zijn juridische loopbaan voort. Ook bekleedde hij enkele openbaren ambten. Zo was hij vanaf 1919 officier van justitie voor Polk County, tussen 1921 en 1929 werkzaam als rechter en van 1932 tot 1940 lid van de senaat van Florida.

### Gouverneur van Florida
In 1940 werd hij gekozen tot gouverneur van Florida en hij trad aan in dit ambt op 7 januari 1941. Zijn ambtstermijn werd overschaduwd door de Tweede Wereldoorlog, waaraan ook Florida geld, middelen en mankracht bijdroeg. Niettemin werd er tijdens zijn termijn nog 1500 mijl aan nieuwe straten aangelegd. Ook werden de voorwaarden geschapen voor de latere oprichting van het Everglades National Park. Vanwege bepalingen in de grondwet van Florida mocht hij niet nogmaals gekozen worden en daarom trad hij af op 2 januari 1945.

### Senator
Na de dood van senator Charles Oscar Andrews in 1946 volgde Holland hem op. Op deze positie bleef hij aan tot januari 1971.
Net als bijna alle senatoren uit de zuidelijke staten ondertekende ook Holland het Southern Manifesto in 1956 dat een gerechtsoordeel in de zin van gelijke berechting van rassen veroordeelde. In 1964 ondersteunde hij niettemin het federale wetsartikel dat stembelasting afschafte. Hierdoor werden ook arme burgers in staat te stemmen, waaronder in het zuiden ook veel zwarte kiezers.
Hij overleed eind 1971 aan een hartaanval.
- Gemeinsame Normdatei: 1195181701
- International Standard Name Identifier: 0000 0000 2521 5869
- Library of Congress Control Number: n85336717
- National Archives and Records Administration: 10567833
- SNAC: w6q533w3
- Biographical Directory of the United States Congress: H000720
- Virtual International Authority File: 53148547
- WorldCat: E39PBJpJh64M9PdcBTd4XyJ4bd